# Jardim Satélite
Jardim Satélite é um bairro de São José dos Campos. Os loteamentos Floradas de São José e Conj. Res. Cidade Jardim, embora oficialmente bairros distintos, são na prática considerados parte do Jardim Satélite por estarem dentro dos limites do bairro.

## Características
O bairro contém o principal centro comercial da Zona Sul de São José dos Campos, e considerado o segundo principal da cidade, constituindo uma verdadeira "cidade-bairro". Contém um intenso comércio varejista, agências bancárias, cartório (de registro de imóveis, notas e anexos), farmácias, bares, restaurantes, padarias, serviços diversos, além do Vale Sul Shopping. No entanto, o bairro é em sua maior parte residencial, apresenta pouca verticalização (exceção feita ao loteamento Floradas de São José, composto basicamente por edifícios residenciais).
É considerado um bairro muito bem localizado, sendo o bairro da Zona Sul mais próximo do centro da cidade, além de ser margeado pela Rodovia Presidente Dutra e pela Rodovia dos Tamoios. Não por coincidência, foi um dos bairros que teve mais lançamentos residenciais entre 2008 e 2012, em especial lançamentos de padrão médio, com 2 e 3 dormitórios. Como era de se esperar, a procura teve grande impacto no preço dos imóveis: entre julho de 2008 a julho de 2012, o preço do metro quadrado de um apartamento no bairro aumentou cerca de 150%.

### Zoneamento
De acordo com a Nova Lei de Zoneamento - LC 428/10, que estabele regras para ocupação residencial e comercial na cidade, as áreas residenciais do Jardim Satélite estão divididas conforme a seguir:
- ZUC5 no Floradas de São José e na área ao sul da Leroy Merlin ao norte da Rua Castor, permitindo edifícios de até 15 andares
- ZUC4 ao norte da Rua Cassiopéia, ao sul da Rua Castor e a oeste da Av. Andrômeda, permitindo edifícios de até 8 andares
- ZUC2 a leste da Av. Cidade Jardim, permitindo a construção de edifícios de altura limitada
- ZUC1 ao norte da Rua Cassiopéia, ao sul da Rua Porto Novo e a leste da Av. Andrômeda, não permitindo a construção de edifícios
- ZR2 no Conj. Res. Cidade Jardim, permitindo apenas a construção de casas com lote de no mínimo 450,00m²

### Transporte
O Jardim Satélite é bem atendido pela malha viária, sendo margeado ao norte pela Rodovia Dutra e ao leste pelo Anel Viário de São José dos Campos e pela Rodovia dos Tamoios, dando ao bairro fácil acesso às demais regiões de São José dos Campos e às cidades vizinhas.
Em termos de transporte público, por ser uma das principais "portas de entrada" para a Zona do Sul da cidade, o Jardim Satélite é bem atendido pelo sistema de ônibus: possui 10 linhas de ônibus na Avenida Andrômeda, além de outras linhas nas avenidas que circundam o bairro. A maioria das linhas liga bairros da Zona Sul ao centro da cidade.
O bairro também possuía um ponto de parada para ônibus intermunicipais com destino a São Paulo, localizado no km 150 da Rodovia Dutra, em frente ao Vale Sul Shopping. O embarque no ponto foi cancelado após uma obra que criou uma terceira faixa na via marginal, por razões de segurança.
O Jardim Satélite também possui uma ciclovia no canteiro central da Avenida Andrômeda, que se dirige ao sul até os bairros D. Pedro e Campo dos Alemães.

### Pontos de Interesse
- A Igreja do Espírito Santo, localizada na Avenida Andrômeda, teve sua paróquia inaugurada em 1992.[10] Possui uma arquitetura peculiar: o prédio possui formato de leque, e a torre principal, de 39,5 metros de altura, é formada de dois pilares interconectados, sobre os quais pousa com campanário com cinco sinos[11]
- Vale Sul Shopping, o maior shopping de São José dos Campos, contendo também uma unidade do Atacadão.
- Avenida Andrômeda, contendo a maior parte do comércio de rua e serviços do bairro
- Unidade da Leroy Merlin
- Unidade do Tenda Atacado
- Unidade da Decathlon